# Majorca Building
El Majorca Building es un edificio en Melbourne (Australia). Es de estilo neorrománico, tiene ocho pisos de altura y fue construido entre 1928 y 1930. Ubicado en 258-260 Flinders Lane, fue diseñado por Harry Norris, uno de los arquitectos más prolíficos de la ciudad durante las décadas de 1920 y 1930.
Los diseños de Norris incorporaron estilos arquitectónicos australianos y estadounidenses emergentes y el edificio Mallorca ha sido descrito como su mejor trabajo que incorpora loza.

## Historia
El Majorca Building se construyó en un sitio al final de la intersección de Flinders Lane y Degraves Street. Flinders Lane estaba en el corazón del comercio de trapos en Melbourne y actuó como un faro para el área. Durante la década de 1920, el valor de las propiedades aumentó a medida que las plantas bajas se dedicaban cada vez más a tiendas de sastrería/ropa y los pisos superiores a comerciantes de productos textiles. Se diseñó originalmente como espacio de oficinas.

## Diseño
El arquitecto Harry Norris incorporó muchos estilos estadounidenses en su trabajo. Se inspiró en el entonces popular estilo neocolonial español después de sus visitas a Estados Unidos. El edificio está repleto de elementos españoles/moriscos, incluidos los azulejos de loza azul; ornamento foliado (en forma de hoja) y cordelado, pintado en oro y un vestíbulo de terrazo e incrustaciones de piedra. Una entrada de la base de datos de Heritage Victoria dice: "La influencia morisca en su fachada de terracota la ubica firmemente dentro de la tradición de arquitectura exótica de Melbourne a fines de la década de 1920".
El Majorca Building es una progresión natural del otro edificio célebre de Norris en este estilo, Kellow Houses (antiguas salas de exhibición Kellow Falkiner) en St Kilda, South Yarra, una sala de exhibición de automóviles completada en 1928.

## Uso actual
Una tienda minorista está ubicada en la planta baja. El resto del edificio son apartamentos residenciales de propiedad privada.

## Galería

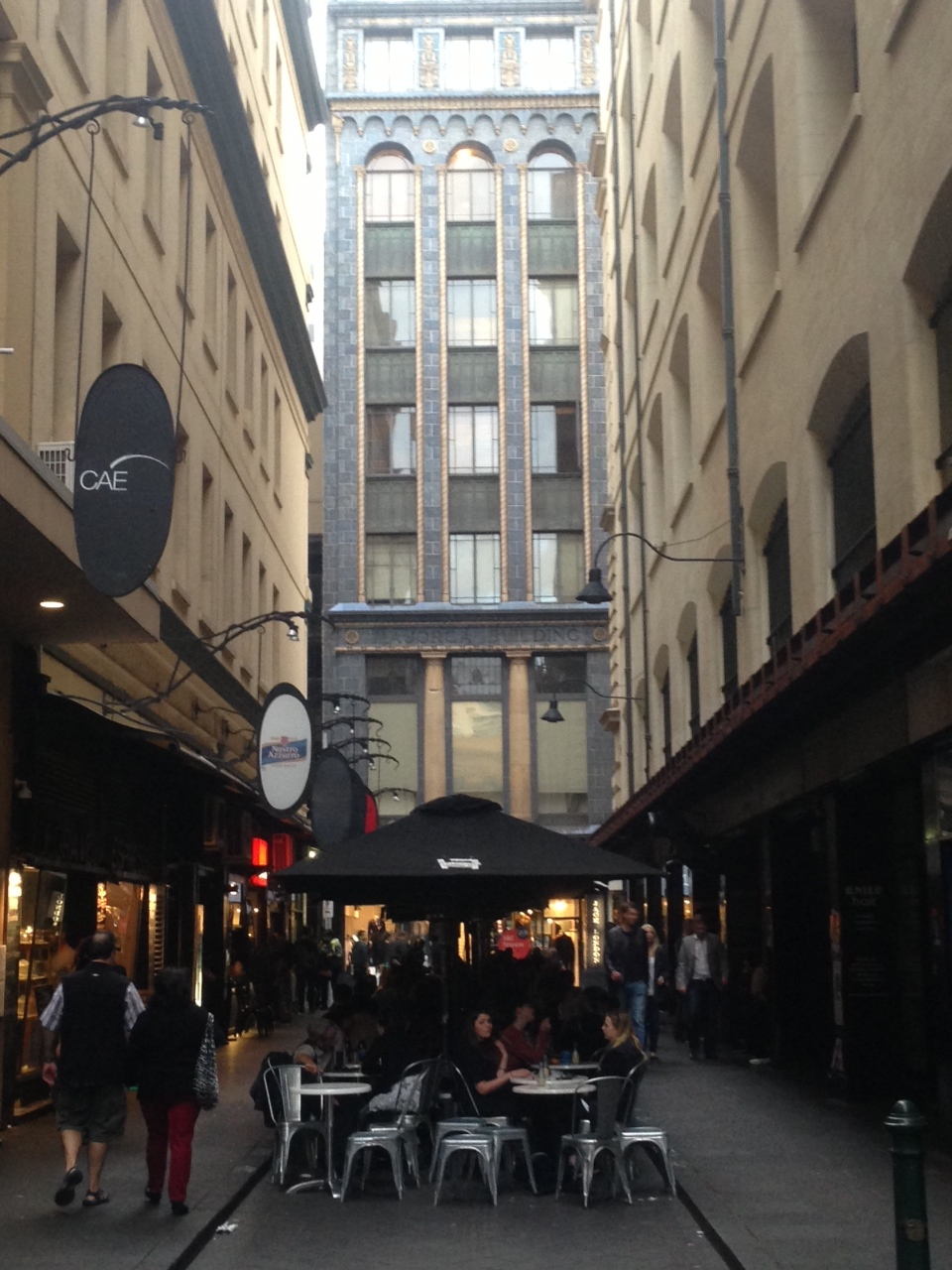
Desde la calle Degraves
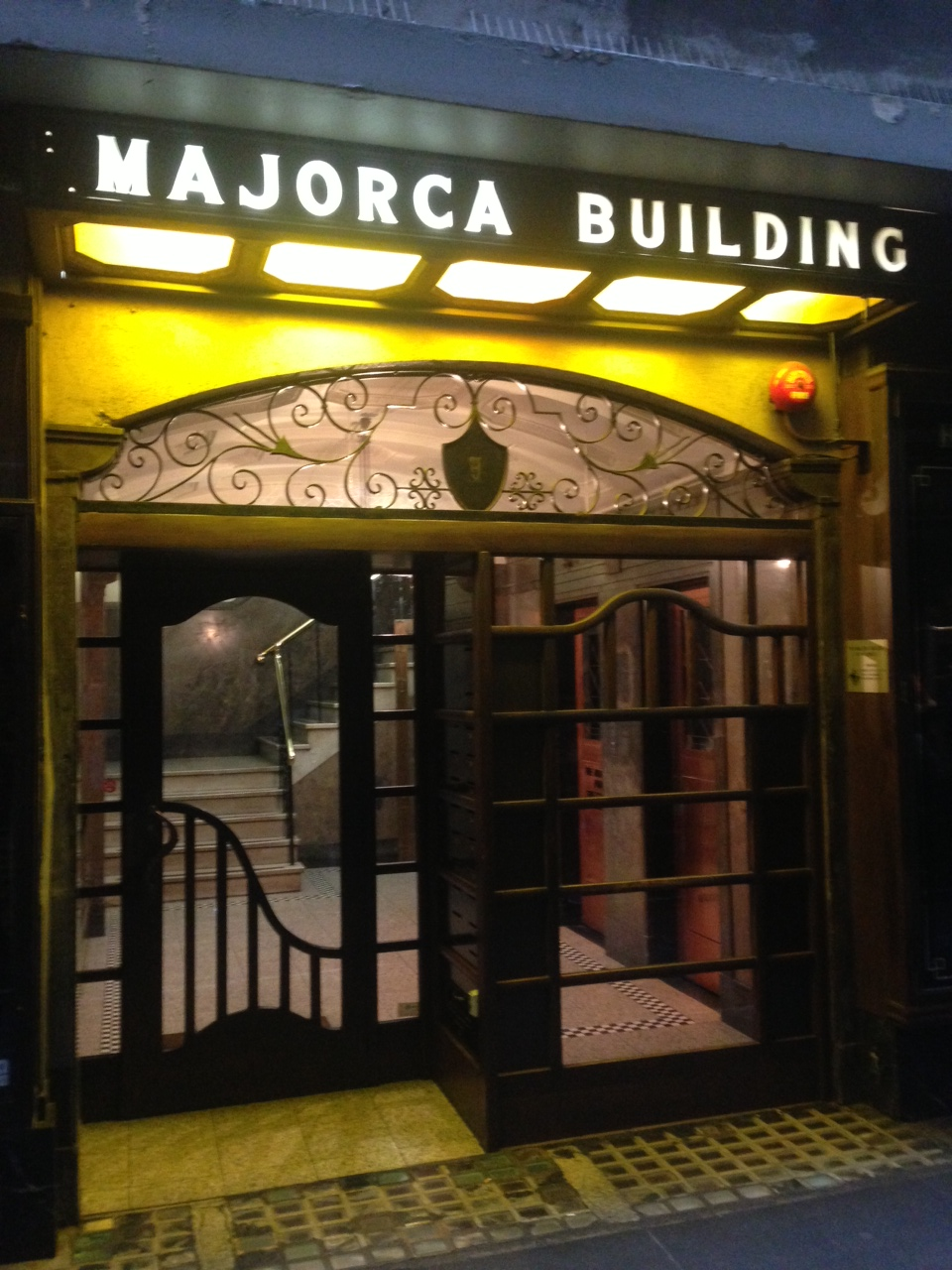
Entrada principal
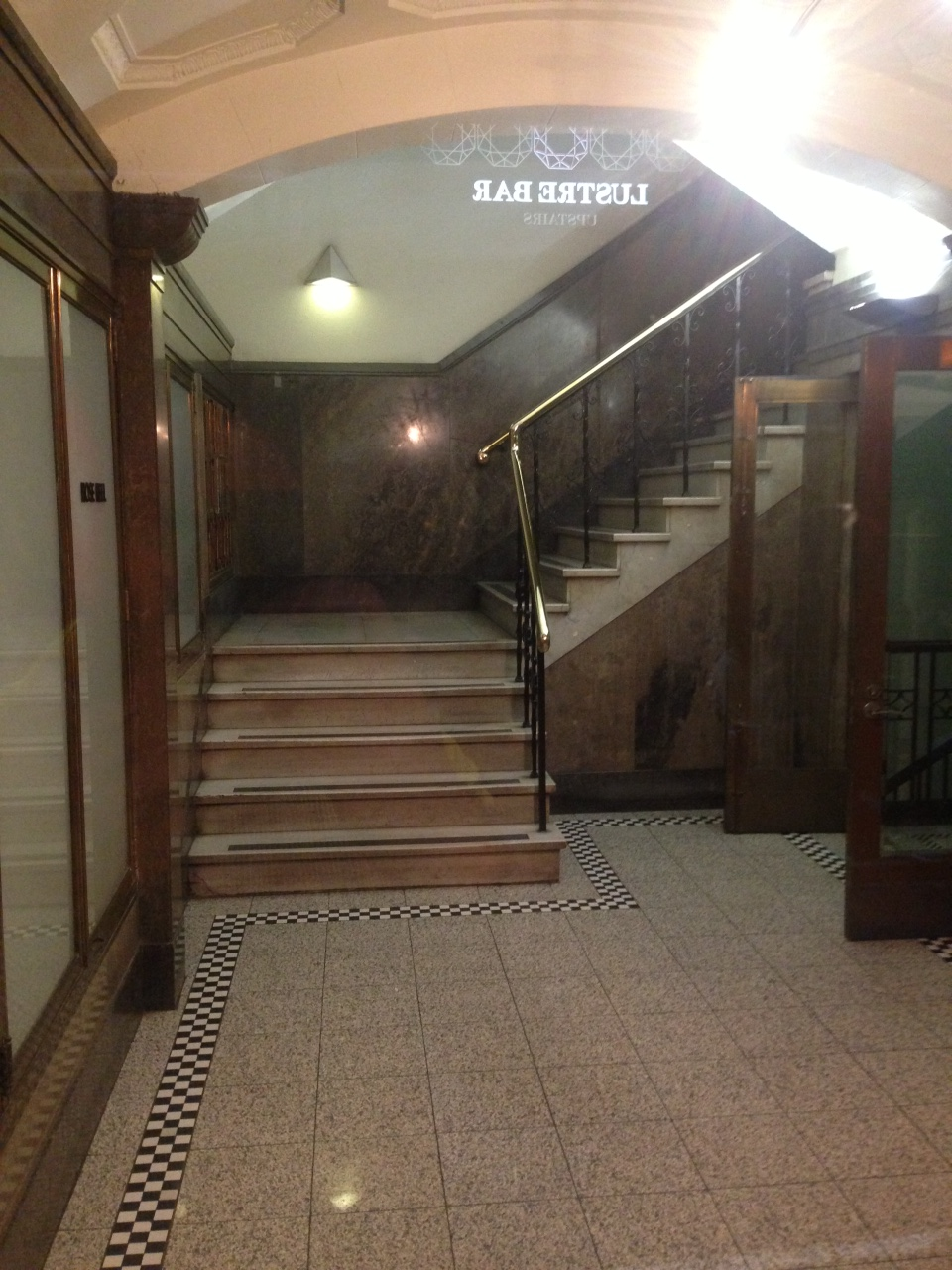
Vestíbulo